# 81
| 81                 |
| ------------------ |
| Dødsfald - Fødsler |
|                    |

| Gregoriansk kalender | 81 LXXXI                |
| Ab urbe condita      | 834                     |
| Armensk kalender     | I/T                     |
| Kinesiske kalender   | 2777 – 2778 庚辰 – 辛巳 |
| Etiopisk kalender    | 73 – 74                 |
| Jødisk kalender      | 3841 – 3842             |
| Hindukalendere       |                         |
| - Vikram Samvat      | 136 – 137               |
| - Shaka Samvat       | 3 – 4                   |
| - Kali Yuga          | 3182 – 3183             |
| Iransk kalender      | 541 BP – 540 BP         |
| Islamisk kalender    | 558 BH – 557 BH         |

Se også 81 (tal)

## Begivenheder
- Domitian efterfølger sin bror Titus som romersk kejser.

## Dødsfald
- 13. september – Titus, romersk kejser.